# Lista localităților din provincia Istanbul

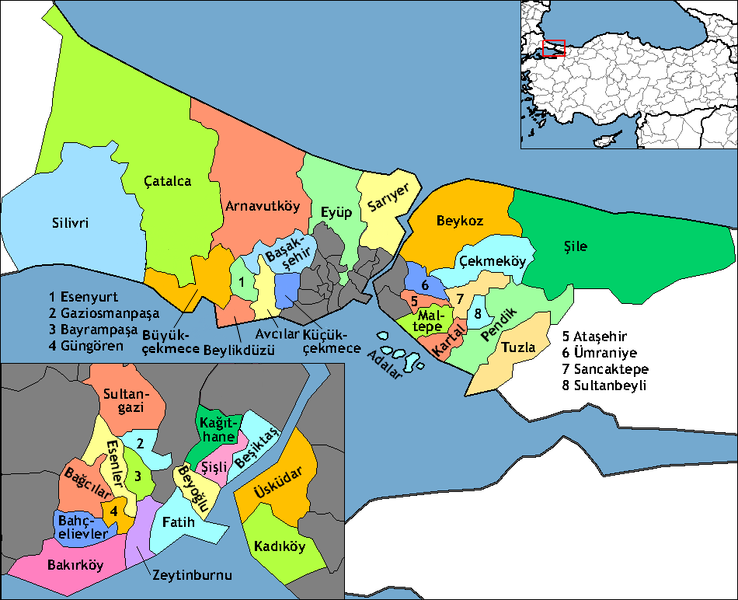
İstanbul

Aceasta este lista localităților din Provincia Istanbul, Turcia, după districte. Toate districtele din provincia Istanbul sunt considerate parte a Istanbulului Mare și majoritatea districtelor nu au alte localități decât centrul de district. În secțiunile de mai jos, prima localitate din fiecare listă este centrul administrativ al districtului.

## Adalar
- Adalar

## Arnavutköy
- Arnavutköy
- Baklalı, Arnavutköy
- Balaban, Arnavutköy
- Boyalık, Arnavutköy
- Hacımaşlı, Arnavutköy
- Karaburun, Arnavutköy
- Tayakadın, Arnavutköy
- Yassıören, Arnavutköy
- Yeniköy, Arnavutköy

## Ataşehir
- Ataşehir

## Avcılar
- Avcılar

## Bağcılar
- Bağcılar

## Bahçelievler
- Bahçelievler

## Bakırköy
- Bakırköy

## Başakşehir
- Başakşehir
- Şamlar

## Bayrampaşa
- Bayrampaşa

## Beşiktaş
- Beşiktaş

## Beykoz
- Beykoz
- Akbaba, Beykoz
- Alibahadır, Beykoz
- Anadolufeneri, Beykoz
- Bozhane, Beykoz
- Cumhuriyet, Beykoz
- Dereseki, Beykoz
- Elmalı, Beykoz
- Göllü, Beykoz
- Görele, Beykoz
- İshaklı, Beykoz
- Kaynarca, Beykoz
- Kılıçlı, Beykoz
- Mahmutşevketpaşa, Beykoz
- Örnekköy, Beykoz
- Öyümce, Beykoz
- Paşamandıra, Beykoz
- Polonez, Beykoz
- Poyraz, Beykoz
- Riva, Beykoz
- Zerzavatçı, Beykoz

## Beylikdüzü
- Beylikdüzü

## Beyoğlu
- Beyoğlu

## Büyükçekmece
- Büyükçekmece

## Çatalca
- Çatalca
- Akalan, Çatalca
- Aydınlar, Çatalca
- Başak, Çatalca
- Belgrat, Çatalca
- Celepköy, Çatalca
- Çanakça, Çatalca
- Dağyenice, Çatalca
- Elbasan, Çatalca
- Gökçeali, Çatalca
- Gümüşpınar, Çatalca
- Hallaçlı, Çatalca
- Hisarbeyli, Çatalca
- İhsaniye, Çatalca
- İnceğiz, Çatalca
- Kabakça, Çatalca
- Kalfa, Çatalca
- Karamandere, Çatalca
- Kestanelik, Çatalca
- Kızılcaali, Çatalca
- Oklalı, Çatalca
- Ormanlı, Çatalca
- Örcünlü, Çatalca
- Örencik, Çatalca
- Subaşı, Çatalca
- Yalıköy, Çatalca
- Yaylacık, Çatalca
- Yazlık, Çatalca

## Çekmeköy
- Çekmeköy
- Hüseyinli, Çekmeköy
- Koçullu, Çekmeköy
- Reşadiye, Çekmeköy
- Sırapınar, Çekmeköy

## Esenler
- Esenler

## Esenyurt
- Esenyurt

## Eyüp
- Eyüp
- Ağaçlı, Eyüp
- Akpınar, Eyüp
- Çiftalan, Eyüp
- Işıklar, Eyüp
- İhsaniye, Eyüp
- Odayeri, Eyüp
- Pirinççi, Eyüp

## Fatih
- Fatih

## Gaziosmanpaşa
- Gaziosmanpaşa

## Güngören
- Güngören

## Kadıköy
- Kadıköy

## Kağıthane
- Kağıthane

## Kartal
- Kartal

## Küçükçekmece
- Küçükçekmece

## Pendik
- Pendik
- Ballıca, Pendik
- Emirli, Pendik
- Göçbeyli, Pendik
- Kurna, Pendik
- Kurtdoğmuş, Pendik

## Maltepe
- Maltepe

## Sancaktepe
- Sancektepe
- Paşaköy, Sancaktepe

## Sarıyer
- Sarıyer
- Demirci, Sarıyer
- Garipçe, Sarıyer
- Gümüşdere, Sarıyer
- Kısırkaya, Sarıyer
- Kumköy, Sarıyer
- Rumelifeneri, Sarıyer
- Uskumruköy, Sarıyer
- Zekeriyaköy, Sarıyer

## Silivri
- Silivri
- Akören, Silivri
- Bekirli, Silivri
- Beyciler, Silivri
- Büyükkılıçlı, Silivri
- Çanta, Silivri
- Çayırdere, Silivri
- Çeltik, Silivri
- Danamandıra, Silivri
- Fenerköy, Silivri
- Kurfallı, Silivri
- Küçüksinekli, Silivri
- Sayalar, Silivri
- Seymen, Silivri
- Sinekli, Silivri

## Sultanbeyli
- Sultanbeyli

## Sultangazi
- Sultangazi

## Şile
- Şile
- Ağaçdere, Şile
- Ahmetli, Şile
- Akçakese, Şile
- Alacalı, Şile
- Avcıkoru, Şile
- Bıçkıdere, Şile
- Bozkoca, Şile
- Bucaklı, Şile
- Çataklı, Şile
- Çayırbaşı, Şile
- Çelebi, Şile
- Çengilli, Şile
- Darlık, Şile
- Değirmençayırı, Şile
- Doğancılı, Şile
- Erenler, Şile
- Esenceli, Şile
- Geredeli, Şile
- Göçe, Şile
- Gökmaslı, Şile
- Göksu, Şile
- Hacıllı, Şile
- Hasanlı, Şile
- İmrendere, Şile
- İmrenli, Şile
- İsaköy, Şile
- Kabakoz, Şile
- Kadıköy, Şile
- Kalem, Şile
- Karabeyli, Şile
- Karacaköy, Şile
- Karakiraz, Şile
- Karamandere, Şile
- Kervansaray, Şile
- Kızılca, Şile
- Korucu, Şile
- Kömürlük, Şile
- Kurfallı, Şile
- Kurna, Şile
- Meşrutiyet, Şile
- Oruçoğlu, Şile
- Osmanköy, Şile
- Ovacık, Şile
- Sahilköy, Şile
- Satmazlı, Şile
- Sofular, Şile
- Soğullu, Şile
- Sortullu, Şile
- Şuayipli, Şile
- Tekeköy, Şile
- Ulupelit, Şile
- Üvezli, Şile
- Yaka, Şile
- Yaylalı, Şile
- Yazımanayır, Şile
- Yeniköy, Şile
- Yeşilvadi, Şile

## Şişli
- Şişli

## Tuzla
- Tuzla

## Ümraniye
- Ümraniye

## Üsküdar
- Üsküdar

## Zeytinburnu
- Zeytinburnu